# Memecylon verruculosum
Memecylon verruculosum är en tvåhjärtbladig växtart som beskrevs av John Patrick Micklethwait Brenan. Memecylon verruculosum ingår i släktet Memecylon och familjen Melastomataceae. Inga underarter finns listade i Catalogue of Life.